# Max Taute
Max Reinhold Taute (* 22. Oktober 1878 in Ulm; † 7. November 1934 in Berlin) war ein deutscher Sanitätsoffizier.

## Leben
Taute war der Sohn des Schriftstellers und Freimaurers Reinhold Taute (1851–1915). Er studierte auf der Kaiser-Wilhelms-Akademie für das militärärztliche Bildungswesen und  diente anschließend zunächst im 2. Württembergischen Infanterie-Regiment Nr. 120. Von 1904 bis 1907  war er zum  Kaiserlichen Gesundheitsamt nach  Berlin kommandiert und während dieser Zeit auf dem Gebiet der bakteriologischen Forschung zur Tuberkulosebekämpfung tätig.
Im Oktober 1907 erfolgte sein Übertritt zur Schutztruppe für Deutsch-Ostafrika und Taute reiste in die Kolonie. Im November wurde er zum Medizinalreferat der Kolonie in Tanga versetzt. Im Februar 1908 nahm Taute an einer Expedition zur Erforschung der Schlafkrankheit nach Schirati am Victoriasee teil. Am 4. Mai 1908 kann seine Anwesenheit in einem Lager am Mosi und am 11. November in einem Lager bei Sultan Rukini im Bezirk Ikoma nachgewiesen werden. Anfang 1910 hielt sich Taute im Schlafkrankenlager Rumonge auf. Taute lieferte mit seinen Forschungen den Nachweis der Möglichkeit einer Übertragung der Schlafkrankheit durch die gewöhnlichen Tsetsefliegen und studierte die Bedeutung des afrikanischen Wildes für deren Verbreitung. Ab Juni 1910 nahm Taute Heimaturlaub und wurde im August 1910 zum Stabsarzt befördert. Im Februar 1911 war Taute nach Deutsch-Ostafrika zurückgekehrt und nahm an einer weiteren Schlafkrankheitsexpedition zum Tanganjikasee teil. Nach einem weiteren Urlaub in Deutschland bis Dezember 1913 wurde Taute Leiter der Schlafkrankheitserforschung in Gesamt Deutsch-Ostafrika. Im Ersten Weltkrieg war Taute ab dem 5. März 1916 Leiter des Feldlabors in Mombo und dann ab Oktober 1917 bis zum Waffenstillstand am 14. November 1918 Chefarzt des Feldlazaretts I. Taute nahm seinen Abschied am 25. Oktober 1919.
Am 7. November 1934 verstarb Taute in Berlin.

## Schriften
- Trypanosomenstudien  (zusammen mit F. K. Kleine). Veröffentlicht in: Arbeiten a. d. Ksl. Gesundheitsamte. 1911.
- Experimentelle Studien über die Rolle der Glossina morsitans bei der Verbreitung der Schlafkrankheit. Zwei Abhandlungen. Veröffentlicht in: Zeitschrift f. Hygiene und Infektionskrankheiten. 1911 und 1912.
- Zur Morphologie der Erreger der Schlafkrankheit am Rovumafluß  (Deutsch-Ostafrika). Veröffentlicht in: Zeitschrift f. Hygiene und Infektionskrankheiten. 1913.
- Untersuchungen über die Bedeutung des Großwildes und der Haustiere für die Verbreitung der Schlafkrankheit. Veröffentlicht in: Arbeiten a. d. Ksl. Gesundheitsamte. 1913.